# Godzilla : La Planète des monstres
Série
Godzilla : La Ville à l'aube du combat
(2018)
Pour plus de détails, voir Fiche technique et Distribution.
Godzilla : La Planète des monstres (GODZILLA 怪獣惑星, Gojira: Kaijū Wakusei) est un film japonais réalisé par Hiroyuki Seshita et Kōbun Shizuno, sorti en 2017. C'est le premier film d'une trilogie, il est suivi par Godzilla : La Ville à l'aube du combat et Godzilla : Le Dévoreur de planètes.

## Synopsis
L'équipage du vaisseau spatial Aratrum décide de recoloniser la Terre après sa destruction par Godzilla il y a 20 000 ans.

## Fiche technique
- Titre : Godzilla : La Planète des monstres
- Titre original : GODZILLA 怪獣惑星 (Gojira: Kaijū Wakusei)
- Réalisation : Hiroyuki Seshita et Kōbun Shizuno
- Scénario : Gen Urobuchi
- Musique : Takayuki Hattori
- Montage : Aya Hida
- Production : Takashi Yoshizawa
- Société de production : Polygon Pictures et Tōhō
- Pays de production :  Japon
- Genre : Animation, action, aventure et science-fiction
- Durée : 89 minutes
- Dates de sortie : 
  - Japon : 17 novembre 2017
  - France : 17 janvier 2018 (Netflix)

## Doublage

### Voix originales
- Mamoru Miyano : Haruo Sakaki
- Takahiro Sakurai : Metphies
- Kana Hanazawa : Yuko Tani
- Tomokazu Sugita : Martin Lazzari
- Yūki Kaji : Adam Bindewald
- Junichi Suwabe : Mulu-Elu Galu-Gu
- Daisuke Ono : Eliott Leland
- Kenta Miyake : Rilu-Elu Belu-be
- Ken'yū Horiuchi : Unberto Mori
- Kazuya Nakai : Halu-Elu Dolu-do
- Kazuhiro Yamaji : Endurph
- Kanehira Yamamoto (ja) : Takeshi J. Hamamoto
- Shinya Takahashi : Jack O'Sullivan
- Tomisaburō Horikoshi (ja) : Daichi Tani
- Junichi Yanagita : Marco Ghione
- Haruki Ishiya : Josh Emerson
- Shigeyuki Susaki : Benjamin Smith

### Voix françaises
- Grégory Praet : Haruo Sakaki
- Maxime Van Santfoort : Metphies
- Sophie Frison : Yūko Tani
- Maxime Donnay : Martin Lazzari
- Alessandro Bevilacqua : Adam Bindewald, Marco Ghione
- Franck Dacquin : Mulu-Elu Galu-Gu
- Alexandre Crépet : Eliott Leland
- Quentin Minon : Rilu-Elu Belu-Be
- Michel Hinderyckx : Umberto Mori
- Olivier Prémel : Halu-Elu Dolu-Do
- Simon Duprez : Takeshi J. Hamamoto
- Alain Eloy : Endurph et le grand-père de Yūko
- Claire Tefnin

- Version française
  - Studio de doublage : Lylo Post Prod [1]
  - Direction artistique : Laurence Stévenne
  - Adaptation : Justine Rouzé

## Box-office
Le film, principalement distribué en salles au Japon, a rapporté 3 millions de dollars au box-office.